# Belo Campo
Belo Campo är en kommun i Brasilien.   Den ligger i delstaten Bahia, i den östra delen av landet, 700 km öster om huvudstaden Brasília. Antalet invånare är 16 026.
Omgivningarna runt Belo Campo är huvudsakligen savann. Runt Belo Campo är det ganska glesbefolkat, med 27 invånare per kvadratkilometer.